# Turzany (Koejavië-Pommeren)
Turzany is een dorp in de Poolse woiwodschap Koejavië-Pommeren. De plaats maakt deel uit van de gemeente Inowrocław. Er woonden 166 mensen in 2011.

## Sport en recreatie
Door deze plaats loopt de Europese wandelroute E11. De E11 loopt van Den Haag naar het oosten, op dit moment de grens Polen/Litouwen. Ter plaatse komt de route van het westen vanaf Inowrocław en vervolgt in oostelijke richting naar Balczewo.